# Solana
Solana je pogon za industrijsko dobivanje morske soli prirodnim procesom. Morska sol se iz vode izdvaja isparavanjem u sistemu velikih plitkih bazena. Proces isparavanja započinje u prvom bazenu u kojem je koncentracija NaCl najmanja, a završava u zadnjem, u kojem je morska voda toliko prezasićena da se sol taloži na dnu bazena. Proces se započinje u proljeće, a završava u jesen kada se sol kupi u procesu koji se zove berba soli.

## Industrija soli
Industrija soli je industrijska djelatnost koja se bavi istraživanjem, eksploatacijom, preradom, proizvodnjom i distribucijom soli, kao i proizvodnjom srodnih začina. U Crnoj Gori se nalaze dvije solane, kod Ulcinja i Tivta. U Hrvatskoj danas postoje solane kod Stona (jedna od najstarijih u ovom dijelu Europe), Nina i na Pagu, a nekad se skupljala na još nekoliko lokacija. U Bosni i Hercegovini se nalazi kraj Tuzle rudnik kamene soli. Na obalama Albanije, Grčke, Bugarske i Rumunjske, postoje brojna polja soli. Među najpoznatijim solanama na svijetu spadaju one u San Franciscu, zatim na obali Mrtvog mora i „Jusles Lup“ u Australiji.